# Artabotrys uniflorus
Artabotrys uniflorus är en kirimojaväxtart som först beskrevs av William Griffiths, och fick sitt nu gällande namn av William Grant Craib. Artabotrys uniflorus ingår i släktet Artabotrys och familjen kirimojaväxter. Inga underarter finns listade i Catalogue of Life.